# Liste des épisodes de Wake Up, Girls!
Cet article est un complément de l’article sur la franchise Wake Up, Girls!. Il contient la liste des films et des épisodes de la série télévisée d'animation.

## Film
| No | Titre français                        | Titre japonais                | Titre japonais                   | Date de 1re diffusion |
| No | Titre français                        | Kanji                         | Rōmaji                           | Date de 1re diffusion |
| --- | ------------------------------------- | ----------------------------- | -------------------------------- | --------------------- |
| 1 | Wake Up, Girls! – Les sept chanteuses | Wake Up, Girls 七人のアイドル | Wake Up Girls! Shichinin no Idol | 10 janvier 2014       |
| Juillet 2013. À une époque où la guerre des groupes de chanteuses fait rage, Green Leaves Entertainment, une petite société de production située à Sendai, au Japon, est sur le point de faire faillite. Alors que sa dernière cliente la quitte, Tange, patronne de la société, intime l'ordre à Matsuda de trouver des chanteuses pour sauver Green Leaves de la faillite. C'est ainsi qu'il se met en quête de nouveaux talents pour former un groupe. |                                       |                               |                                  |                       |

## Saison 1
| No | Titre français              | Titre japonais                 | Titre japonais            | Date de 1re diffusion |
| No | Titre français              | Kanji                          | Rōmaji                    | Date de 1re diffusion |
| --- | --------------------------- | ------------------------------ | ------------------------- | --------------------- |
| 1 | Débuts pianissimo           | 静かなる始動                   | Shizukanaru shidō         | 10 janvier 2014       |
| En ce début d'année 2014, le groupe d'idols Wake Up, Girls! s'interroge sur son avenir après un premier concert de Noël. Désireuses de lancer leur carrière, les sept jeunes filles se rendent chez Matsuda, leur producteur.                                          |                             |                                |                           |                       |
| 2 | En scène, jeunes filles !   | ステージを踏む少女たち         | Sutēji wo fumu shōjotachi | 17 janvier 2014       |
| À la suite de la disparition de la présidente, M. Matsuda tente tant bien que mal de trouver une prestation pour les Wake Up, Girls!. Malheureusement, il se fie à un individu peu recommandable et ses protégées se trouvent dans une situation délicate.             |                             |                                |                           |                       |
| 3 | Le plus gentiment possible  | 一番優しく                     | Ichiban yasashiku         | 24 janvier 2014       |
| Après avoir récupéré leur présidente, il est désormais temps pour les Wake Up, Girls! de se faire connaître. Par chance, elle leur a déniché un contrat leur permettant de passer quotidiennement à la télévision.                                                     |                             |                                |                           |                       |
| 4 | Scandale                    | スキャンダル                   | Sukyandaru                | 31 janvier 2014       |
| La notoriété des Wake Up, Girls! s’accroît, mais cela ne va pas sans risques. En effet, le véritable objectif de l’interview qui leur est accordée n’est peut-être pas vraiment ce qu'on veut leur laisser croire.                                                     |                             |                                |                           |                       |
| 5 | Paradis ou enfer ?          | 天国か地獄か                   | Tengoku ka jigoku ka      | 7 février 2014        |
| Alors que le I-1 Club s'apprête à donner un concert dans la région du Sendai, les Wake Up, Girls! découvrent leur nouvelle chanson et tentent de mettre au point le programme de leur premier concert.                                                                 |                             |                                |                           |                       |
| 6 | Pas encore prêt !           | まだまだだよ                   | Mada mada dayo            | 14 février 2014       |
| Les Wake Up, Girls! obtiennent le soutien d’un nouvel allié pour le moins inattendu. Mais cela ne va pas sans quelques ajustements, jusqu’à les confronter à un véritable dilemme. L’avenir du groupe est-il en péril ?                                                |                             |                                |                           |                       |
| 7 | Des amies formidables       | 素晴らしき仲間たち             | Subarashiki nakamatachi   | 21 février 2014       |
| Les filles sont placées au pied du mur par leur nouveau producteur : abandonner leur amie Airi, ou renoncer à faire partie du groupe. Face à ce choix cornélien, trouveront-elles un terrain d’entente ?                                                               |                             |                                |                           |                       |
| 8 | Des hauts et des bas        | 波乱                           | Haran                     | 28 février 2014       |
| Le groupe, enfin pacifié, découvre ensemble sa nouvelle chanson et la chorégraphie qui s’y rapporte. Mais les tensions ne tardent pas à refaire surface, car la concurrence du I-1 Club se fait de plus en plus cruellement sentir.                                    |                             |                                |                           |                       |
| 9 | Vivre ensemble              | ここで生きる                   | Koko de ikiru             | 7 mars 2014           |
| Afin de resserrer les liens qui les unissent, Kaya propose un week-end à Kesennuma. C’est l’occasion d’en apprendre plus sur son propre passé et de découvrir pourquoi Mayu a quitté le I-1 Club. Elle révèle enfin à ses amies ce qui a motivé son départ du groupe.  |                             |                                |                           |                       |
| 10 | Les portes de la victoire   | 登竜門                         | Tōryūmon                  | 14 mars 2014          |
| Le jour du grand concours de qualification de la région nord du Japon est enfin arrivé. Les Wake Up, Girls! mettent tout en œuvre pour gagner afin d’atteindre la finale et espérer affronter le I-1 Club.                                                             |                             |                                |                           |                       |
| 11 | La rhapsodie des chanteuses | アイドル狂詩曲（ラプソディー） | Aidoru Rapusodī           | 21 mars 2014          |
| Après la récupération de leur chanson par le I-1 Club, il ne reste que très peu de temps au Wake Up, Girls! pour apprendre une nouvelle chanson et la chorégraphie qui l’accompagne. L’heure du départ pour Tokyo approche à grands pas, seront-elles prêtes à temps ? |                             |                                |                           |                       |
| 12 | Aucun regret                | この一瞬に悔いなし             | Kono Isshun ni Kui nashi  | 28 mars 2014          |
| C’est enfin l’heure de vérité pour les Wake Up, Girls! qui doivent affronter cinq autres groupes pour prétendre au titre de rivales du I-1 Club. Mais la blessure inopinée de Yoppi leur permettra-t-elle de participer à la finale ?                                  |                             |                                |                           |                       |

## Films
| No | Titre français | Titre japonais                    | Titre japonais                    | Date de 1re diffusion |
| No | Titre français | Kanji                             | Rōmaji                            | Date de 1re diffusion |
| --- | -------------- | --------------------------------- | --------------------------------- | --------------------- |
| 2 |                | Wake Up, Girls! 青春の影          | Wake Up, Girls! Seishun no Kage   | 25 septembre 2015     |
| Janvier 2015. Après avoir signé un contrat avec la maison de disque Bvex, les Wake Up, girls partent a Tokyo pour suivre un entrainement rigoureux. Mais la concurrence est rude dans la capitale et ce n'est pas aussi facile qu'elle le pensaient.                                              |                |                                   |                                   |                       |
| 3 |                | Wake Up, Girls! Beyond the Bottom | Wake Up, Girls! Beyond the Bottom | 11 décembre 2015      |
| Juillet 2015. À la suite de son échec à Tokyo, le groupe décide de retourner à Sendai. Mais un nouveau grand tournoi d'Idol est annoncé. Le groupe décide d'y participer et part en campagne promotionnelle dans tout le pays. Sur leur route, les filles croiseront Shiho et son nouveau groupe. |                |                                   |                                   |                       |

## Saison 2
| No | Titre français                     | Titre japonais                   | Titre japonais                       | Date de 1re diffusion |
| No | Titre français                     | Kanji                            | Rōmaji                               | Date de 1re diffusion |
| --- | ---------------------------------- | -------------------------------- | ------------------------------------ | --------------------- |
| 1 | Nous sommes les Wake Up, Girls!    | 私たち、Wake Up, Girls!でーす！  | Watashi-tachi, Wake Up, Girls! dēsu! | 9 octobre 2017        |
| Les Wake Up, Girls! ont toujours du mal à percer en dehors de leur région d'origine. Mais les sept filles du groupe, aidées par Mme Tenge et M. Matsuda, ne relâchent pas leurs efforts dans leur quête du succès.                                                                                           |                                    |                                  |                                      |                       |
| 2 | Ici, c'est chez nous               | ここが私たちのホーム             | Koko ga watashi-tachi no hōmu        | 16 octobre 2017       |
| Madame Tenge annonce aux filles qu'elles vont désormais pouvoir vivre ensemble dans une maison louée pour elles. Pendant ce temps, la chasse aux apparitions continue, et Kaya et Minami vont participer à une émission télévisée.                                                                           |                                    |                                  |                                      |                       |
| 3 | Ma queue de cheval, c'est ma vie ! | ポニーテールは本体です           | Ponītēru wa hontai desu              | 23 octobre 2017       |
| Les WUG! multiplient les apparitions en solo. Cette fois-ci, Miyu et Nanami vont participer à une émission de variétés très populaire, tandis que Yoppi fera des photos pour un magazine. |                                    |                                  |                                      |                       |
| 4 | Si c'est bon, c'est miaou bon!     | 美味しい時はうんめーにゃー！     | Oishī toki wa un me nya!             | 30 octobre 2017       |
| Mayu a commencé le tournage de a série où elle partage l'affiche avec Shiho, l'ex-meneuse du I-1 Club. Elle n'a plus beaucoup de temps à elle entre les prises de vues et la promotion de la série, et ne voit plus beaucoup les autres filles du groupe.                                                    |                                    |                                  |                                      |                       |
| 5 | Faire le même rêve                 | 同じ夢を見てる                   | Onaji yume o miteru                  | 6 novembre 2017       |
| Mayu et Shiho sont sur le point de terminer le tournage de la série « Les Deux Rêveuses ». À Sendai, Ayumi et ses amies cherchent des auditions pour réaliser leur nouvelle ambition de devenir à leur tour des idoles.                                                                                      |                                    |                                  |                                      |                       |
| 6 | WUG toute seule, WUG à sept!       | １人でもＷＵＧ！７人でもＷＵＧ！ | Hitori demo WUG! Shichinin demo WUG! | 13 novembre 2017      |
| Le tour de Sendai en bus rassemblant les Wake Up, Girls! et leurs fans se déroule bien. Malheureusement, Minami est retenue sur le tournage d'une émission télé et risque de ne pas pouvoir prendre part au concert prévu le soir…                                                                           |                                    |                                  |                                      |                       |
| 7 |                                    | 特別編 わぐばん!新章             | Tokubetsu-hen waguban! Shinshō       | 20 novembre 2017      |
| Note : Emission spéciale, n'affecte pas la continuité de l'histoire. |                                    |                                  |                                      |                       |
| 8 | Sourire, même dans les coups durs  | キツい時ほど笑ってナンボ         | Kitsu iji hodo waratte nanbo         | 27 novembre 2017      |
| Alors que les Wake Up, Girls! préparent leur tournée, Otome, Itsuka et Ayumi décident de passer aux choses sérieuses pour lancer leur carrière d'idoles. |                                    |                                  |                                      |                       |
| 9 | Crois en tes progrès               | 進んでるって信じて               | Susunderutte shinjite                | 4 décembre 2017       |
| Les préparatifs pour la tournée s’accélèrent, même si les billets ne trouvent pour l'instant pas preneurs. Du côté du I-1 Club, c'est également la crise, et Shiho craint la disparition des Next Storm. |                                    |                                  |                                      |                       |
| 10 | Qui dit WUG...                     | ＷＵＧ！と言えば・・・？         | WUG! to ieba...?                     | 11 décembre 2017      |
| Prises par leurs activités en solo, les membres des Wake Up, Girls! ne se voient presque plus. Cela ne leur facilite pas la tâche pour l'écriture des paroles destinées au morceau composé par M. Hayasaka. Elles vont devoir trouver des solutions pour mieux communiquer et resserrer leurs liens.         |                                    |                                  |                                      |                       |
| 11 | Germez!                            | 新芽を出せ！                     | Shinme o dase!                       | 18 décembre 2017      |
| C'est la dernière ligne droite avant la tournée et la finalisation de l'album. Les filles n'ont plus le temps de tergiverser et doivent terminer les paroles de la chanson, ou le morceau de M. Hayasaka leur échappera.                                                                                     |                                    |                                  |                                      |                       |
| 12 | Ce dont nous sommes capables       | 私たちにできること               | Watashitachi ni dekiru koto          | 25 décembre 2017      |
| La tournée a enfin commencé, mais la concurrence avec l'idole virtuelle se fait de plus en plus rude. Les idoles en chair et en os vont devoir se serrer les coudes. |                                    |                                  |                                      |                       |
| 13 | Vers la lumière                    | 明るい方へ                       | Akarui hō he                         | 8 janvier 2018        |
| C'est le grand soir, le réveillon de Noël et toutes les idoles du Japon, de chair ou virtuelles, donnent des concerts. Les Run Girls, Run vont se produire pour la première fois devant un public, le I-1 Club va élire sa nouvelle meneuse et les Wake Up, Girls vont continuer à avancer vers leurs rêves. |                                    |                                  |                                      |                       |